# Municipio de Michigan (condado de LaPorte)
El municipio de Michigan (en inglés: Michigan Township) es un municipio ubicado en el condado de LaPorte en el estado estadounidense de Indiana. En el año 2010 tenía una población de 27522 habitantes y una densidad poblacional de 387,35 personas por km².

## Geografía
El municipio de Michigan se encuentra ubicado en las coordenadas 41°43′59″N 86°52′0″O / 41.73306, -86.86667. Según la Oficina del Censo de los Estados Unidos, el municipio tiene una superficie total de 71.05 km², de la cual 46.4 km² corresponden a tierra firme y (34.7%) 24.65 km² es agua.

## Demografía
Según el censo de 2010, había 27522 personas residiendo en el municipio de Michigan. La densidad de población era de 387,35 hab./km². De los 27522 habitantes, el municipio de Michigan estaba compuesto por el 68.08% blancos, el 25.62% eran afroamericanos, el 0.38% eran amerindios, el 0.53% eran asiáticos, el 0.03% eran isleños del Pacífico, el 1.94% eran de otras razas y el 3.43% pertenecían a dos o más razas. Del total de la población el 5.42% eran hispanos o latinos de cualquier raza.